# Ámokfutás (film, 2015)
Az Ámokfutás (angol cím: Rabid Dogs, francia cím: Enragés) 2015-ben bemutatott francia-kanadai bűnügyi film, amelyet Éric Hannezo írt és rendezett Lambert Wilson, Guillaume Gouix és Virginie Ledoyen főszereplésével. Az 1974-es azonos című film remakeje. A 2015-ös Cannes-i Filmfesztivál Cinéma de la Plage programjának részeként mutatták be.
A filmet Franciaországban 2015. szeptember 30-án mutatták be, Magyarországon DVD-n jelent meg szinkronizálva 2021 szeptemberében.

## Cselekmény
Montréal belvárosában négy bűnöző kirabol egy helyi bankot, és több mint 2 millió dollár készpénzt lopnak el. A helyi rendőrség és a bank biztonsági őrei tűzharcba keverednek a rablókkal, megsebesítve vezetőjüket, akit csak „A főnök” néven ismernek. Egy földalatti bevásárlóközpontba menekülnek, de hamarosan észreveszik őket, és a parkolóház garázsába üldözik a négyest, ahol túszul ejtenek egy férfit és egy nőt. Miután az egyik bűnöző véletlenül megöli a férfi túszt, a rendőrök meghátrálnak, és megengedik nekik, hogy a nőt magukkal vigyék az autóval. Menekülő autójukat egy raktárépületben rejtik el, ahol a Főnök, aki tisztában van vele, hogy lőtt sebeivel nem jut messzire, hátramarad, hogy legyen elég ideje foglalkozni az üldöző rendőrökkel, így három bűntársa, Sabri, Manu és Vincent elmenekül, míg a Főnök meghal, miután a rendőrök lelőtték.
Mivel a három túlélő bűnözőnek új menekülő autóra van szüksége, megállítanak egy arra járó Volvo terepjárót, és arra kényszerítik a középkorú férfit, egy apát, aki azt állítja, beteg négyéves kislányát viszi kórházba, hogy vigye őket a célállomásig. A városon kívülre érve egy mellékútra tévednek, amely elvezeti őket céljukhoz. Hamarosan azonban egy közlekedési balesetbe futnak bele, ahol egy felborult teherautó az útra borította a csomagjait. Az apa kénytelen könyörögni a helyszínen lévő rendőröknek, hogy engedjék át őket, hogy beteg lányát kórházba juttathassák.
Üzemanyagra van szükségük, ezért megállnak egy vidéki garázsnál, ahol a benzin és némi étel és ital kifizetése után a tulajdonos/ügyintéző felismeri az egyik rablót a közeli tévében sugárzott hírekből, aminek következtében Sabri megöli őt, miután megpróbálja megakadályozni a távozásukat.
Ahogy besötétedik, megállnak az út mellett pihenni, ahol a nő megpróbál megszökni, miközben a kislányt viszi magával, de hamar elfogják. A csapat ezután eltéved, rossz útra tér, és egy vidéki kisvárosban köt ki, ahol éppen fesztivált ünnepelnek. Míg az egyik bűnöző, Manu elkíséri az apát és a fiatal nőt egy házba, miután egy helybéli felajánlja, hogy segít nekik a kisgyerekkel, addig Vincent megpróbál elmenekülni az összes banki szajré ellopásával, de Sabri hamarosan utoléri és hasba lövi árulásáért. Amikor Manu azt gyanítja, hogy az Apa és a Nő szökést tervez, előveszi fegyverét, aminek következtében dulakodni kezd, és (nem halálos kimenetelű) késszúrást kap, de az Apát és a Nőt hamarosan újra elkapják. Miután lelőttek és megöltek két fegyveres helybélit, akik megpróbálták megállítani őket, a csoport folytatja útját.
Miután egy másik sötét mellékúton haladnak, a csoport megérkezik egy tóhoz, ahol Sabri csónakot kért fel értük, hogy átvigye őket a határon. Ahogy Sabri utasítja az Apát és a Nőt, hogy szálljanak ki a járműből, az Apának sikerül eltörnie egy sörösüveget, és nyakon szúrva megöli Manut, majd előveszi a fegyverét, és lelövi Sabrit, aki súlyosan megsebesíti a Nőt. Ezután az Apa ahelyett, hogy segítene a Nőnek, brutálisan agyonlövi őt, és megöli Vincentet is, aki még mindig sebesült. Az Apa az összes ellopott banki készpénzt a járművébe teszi, és elhajt, hátrahagyva Sabri, Manu, Vincent és a meg nem nevezett Nő holttestét.
Reggel, amikor az Apa elhajt, a hírek hallhatók, hogy a rendőrség még mindig keresi a három bankrablót, valamint egy másik hír arról tájékoztat, hogy egy négyéves kislányt elraboltak... kiderül, hogy az Apa valójában maga is bűnöző, aki elrabolta a kislányt, és váltságdíjért üzenetet hagyott a lány szüleinek.

## Szereplők
| Szerep          | Színész           | Magyar hang     |
| --------------- | ----------------- | --------------- |
| Az apa          | Lambert Wilson    | Jakab Csaba     |
| Sabri           | Guillaume Gouix   | Horváth Illés   |
| A nő            | Virginie Ledoyen  | Dobó Enikő      |
| Manu            | Franck Gastambide | Papp Dániel     |
| Vincent         | François Arnaud   | Szabó Máté      |
| A főnök         | Laurent Lucas     | Szatmári Attila |
| Marie           | Gabrielle Lazure  | Kocsis Judit    |
| Benzinkútkezelő | Pierre Lebeau     | Papucsek Vilmos |

További magyar hangok: Varga Rókus, Sági Tímea

## Fogadtatás
51%-os pontszámot ért el a Metacritic-en.

## Fordítás
- Ez a szócikk részben vagy egészben  a   Rabid Dogs (2015 film) című angol Wikipédia-szócikk fordításán alapul.  Az eredeti cikk szerkesztőit annak laptörténete sorolja fel. Ez a jelzés csupán a megfogalmazás eredetét és a szerzői jogokat jelzi, nem szolgál a cikkben szereplő információk forrásmegjelöléseként.